# Назад у велики прљави град
Назад у велики прљави град / Мирно спавај је сингл југословенског и српског рок бенда Рибља Чорба, који је снимљен 1980. године.
Б страна албума садржи песму Мирно спавај. На синглу су учествовали Бора Ђорђевић као вокал, Рајко Којић на гитари, Бајага на гитари и бас гитари, Миша Алексић на бас гитари и Вицко Милатовић на бубњевима. Песму је писао Бора Ђорђевић.

## Листа песама
- Назад у велики прљави град - 3:00
- Мирно спавај - 3:02